# NGC 3369
NGC 3369 је елиптична галаксија у сазвежђу Хидра која се налази на NGC листи објеката дубоког неба.
Деклинација објекта је - 25° 14' 39" а ректасцензија 10h 46m 44,7s. Привидна величина (магнитуда) објекта NGC 3369 износи 13,6 а фотографска магнитуда 14,6. NGC 3369 је још познат и под ознакама ESO 501-95, MCG -4-26-9, PGC 32191.